# Passage Alombert
 (décembre 2023).
Si vous disposez d'ouvrages ou d'articles de référence ou si vous connaissez des sites web de qualité traitant du thème abordé ici, merci de compléter l'article en donnant les références utiles à sa vérifiabilité et en les liant à la section « Notes et références ».
Pour les articles homonymes, voir Alombert.
Le passage Alombert est une voie du 3e arrondissement de Paris, en France.

## Situation et accès
Le passage Alombert est situé dans le 3e arrondissement de Paris. Il débute au 26, rue des Gravilliers et se termine au 9, rue au Maire.

## Origine du nom
Il tient son nom de M. Alombert, propriétaire des terrains sur lesquels il a été ouvert.

## Historique
Le passage est créé en 1847.